# Mammea nervosa
Mammea nervosa är en tvåhjärtbladig växtart som först beskrevs av Wilhelm Sulpiz Kurz, och fick sitt nu gällande namn av Kostern.. Mammea nervosa ingår i släktet Mammea och familjen Calophyllaceae. Inga underarter finns listade i Catalogue of Life.